# Meu Louco Amor
Meu Louco Amor é um álbum do cantor brasileiro Amado Batista, lançado em 2010.

## Faixas
| N.º            | Título                                        | Compositor(es)                                       | Duração |  |
| 1.             | "Desligue a Luz e o Telefone"                 | Maria José                                           | 3:42    |  |
| 2.             | "Hey"                                         | Preta / Américo Lopes                                | 2:57    |  |
| 3.             | "Amor de Verdade"                             | Preta / Beto Rios                                    | 3:28    |  |
| 4.             | "Diz Pra Sua Amiga"                           | Rick                                                 | 3:34    |  |
| 5.             | "Vou Dar Um Fim Em Tudo"                      | Maria José                                           | 3:45    |  |
| 6.             | "Amor, Meu Louco Amor"                        | Amado Batista / Reginaldo Sodré                      | 2:58    |  |
| 7.             | "Desejos e Segredos"                          | Edelson Moura / Xandó / Elismar Mendes / Zélia Maria | 3:30    |  |
| 8.             | "Na Contramão do Amor"                        | Cris do Valle                                        | 4:04    |  |
| 9.             | "Não, Não Vá Embora"                          | Amado Batista / Reginaldo Sodré                      | 2:56    |  |
| 10.            | "Paixão Proibida"                             | Xandó / Elismar Mendes / Agê Pinheiro                | 3:25    |  |
| 11.            | "O Amor É Muito Bonito"                       | Amado Batista / Reginaldo Sodré                      | 3:31    |  |
| 12.            | "Amanhã"                                      | Amado Batista / Reginaldo Sodré                      | 2:21    |  |
| 13.            | "Eu Amo Você"                                 | Amado Batista / Reginaldo Sodré                      | 3:23    |  |
| 14.            | "Te Amo... Te Adoro... Te Quero... e Te Tudo" | Amado Batista / Reginaldo Sodré                      | 2:01    |  |
| Duração total: | Duração total:                                | Duração total:                                       | 57:20   |  |

## Certificações
| País          | Certificação | Data | Certificado de vendas |
| ------------- | ------------ | ---- | --------------------- |
| Brasil - ABPD | Ouro         | 2010 | 100.000               |